# سامباوا (بخش)
سامباوا (به لاتین: Sambava District) یک بخش‌های ماداگاسکار در ماداگاسکار است که در ساوا (ماداگاسکار) واقع شده‌است. سامباوا ۴٬۶۸۱٫۷۶ کیلومتر مربع مساحت و ۳۰۴٬۳۶۶ نفر جمعیت دارد.